# Міжець
Міжець (пол. Mirzec) — село в Польщі, у гміні Міжець Стараховицького повіту Свентокшиського воєводства.
Населення — 2120 осіб (2011).
У 1975-1998 роках село належало до Келецького воєводства.

## Демографія
Демографічна структура на день 31 березня 2011 року:
|          | Загалом | Допрацездатний вік | Працездатний вік | Постпрацездатний вік |
| -------- | ------- | ------------------ | ---------------- | -------------------- |
| Чоловіки | 1069    | 221                | 734              | 114                  |
| Жінки    | 1051    | 198                | 614              | 239                  |
| Разом    | 2120    | 419                | 1348             | 353                  |